# 측두엽
측두엽(側頭葉, temporal lobe) 또는 관자엽은 대뇌반구의 양쪽 가에 있는 부분으로 청각 연합영역과 청각피질이 있어 청각정보의 처리를 담당한다.
전두엽, 두정엽, 후두엽과 함께 대뇌피질을 구성한다.

## 형태
측두엽은 대뇌 반구의 가쪽면에서 아래쪽으로 관자극(temporal pole)으로부터 뒤통수앞패임(preoccipital notch)까지 이어져 있으며, 가쪽고랑에 의해 전두엽과 구분된다. 한편 측두엽은 대뇌 반구의 안쪽면까지도 이어져서 후각뇌고랑(rhinal sulcus) 및 곁고랑(collateral sulcus)을 경계로 변연엽과 맞닿는다. 두정엽 및 후두엽과의 구분은 다소 임의적이다. 해부학적으로 다음과 같은 세부 영역들로 구분된다.

## 영역
- 관자이랑(superior temporal gyrus): 위관자고랑(superior temporal sulcus)보다 위쪽에 존재하는 측두엽의 영역을 가리킨다.
- 중간관자이랑(middle temporal gyrus): 위관자고랑과 아래관자고랑(inferior temporal sulcus) 사이에 존재하는 측두엽의 영역을 가리킨다.
- 아래관자이랑(inferior temporal gyrus): 아래관자고랑과 뒤통수관자고랑(occipitotemporal sulcus) 사이에 존재하는 측두엽의 영역을 가리킨다.
- 가로관자이랑(transverse temporal gyri of Heschl): 가쪽고랑을 벌렸을 때 관찰할 수 있는 영역으로, 일차청각영역이 존재하는 부위로 알려져 있다.
- 방추이랑(fusiform gyrus):  대뇌 반구의 바닥면 및 안쪽면에서 관찰되는 영역으로, 뒤통수관자고랑에 의해 아래관자이랑과, 후각뇌고랑 및 곁고랑에 의해 변연엽의 해마곁이랑(parahippocampal gyrus) 및 갈고리이랑(uncus)과 구분된다.

## 내측두엽
내측두엽(medial temporal lobe)은 선언적 기억이나 장기 기억에 중요한 구조들을 포함한다. 선언적 기억 (declarative memory) 또는 외현적 기억은 의식되는 기억에 속하며 통사적 기억 (semantic memory), 일화 기억 (episodic memory)로 나뉜다. 내측두엽에서 장기 기억 기능에 중요한 구조는 편도체, 뇌간, 해마체와 해마 주변의 비주위(perirhinal)영역, 내비(entorhinal)영역 등을 포함한다. 해마는 기억 형성에 결정적인 기능을 하며, 해마 주위의 내측두엽 피질은 이론상 기억 저장에 중요한 역할을 하는 것으로 보인다.